# Patrick Gordon

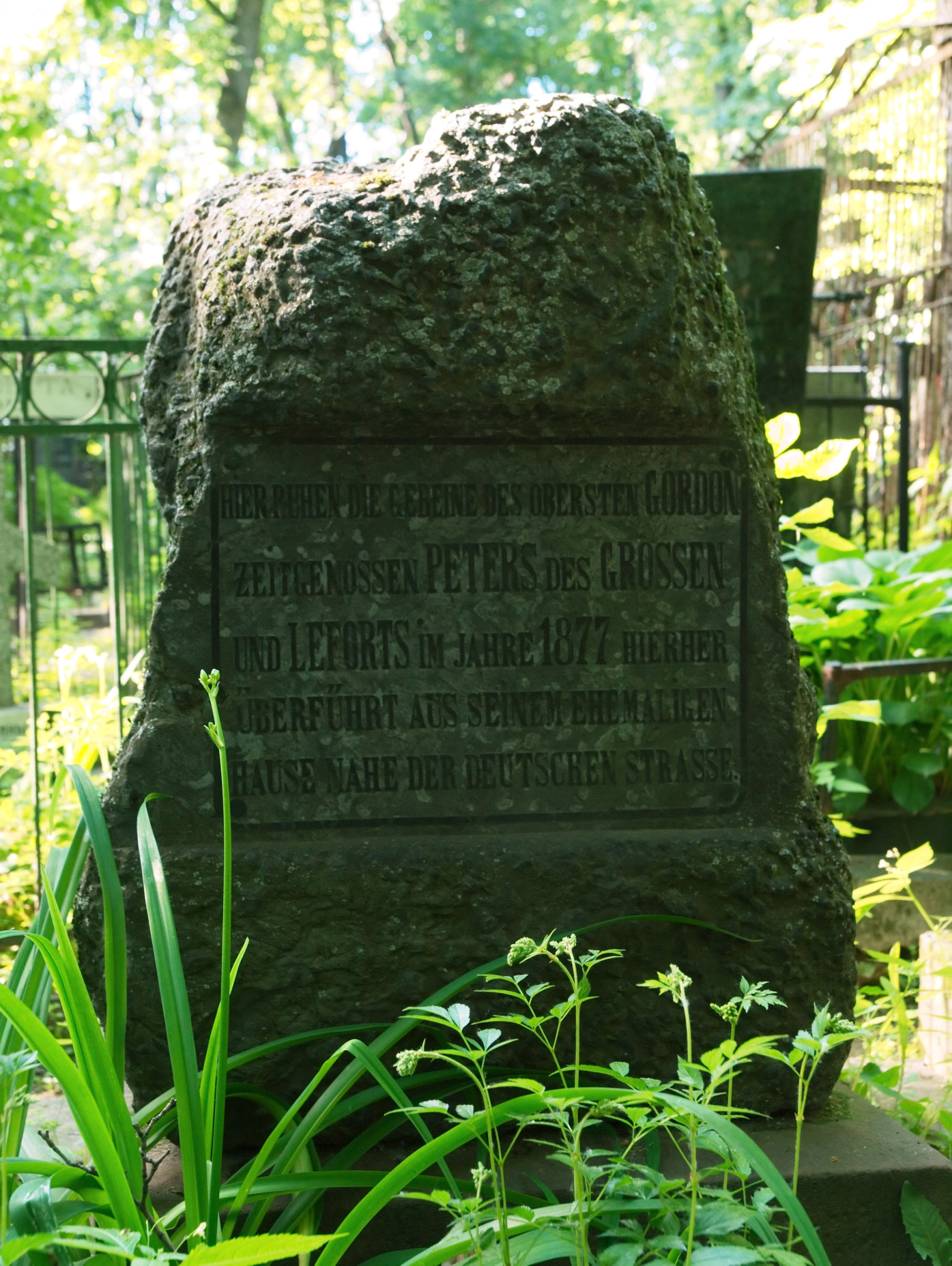
Nagrobek Gordona na cmentarzu Wwiedienskoje w dzielnicy Lefortowo w Moskwie, wzniesiony tu w 1877 po przeniesieniu zwłok ze starego kościoła katolickiego w tym mieście

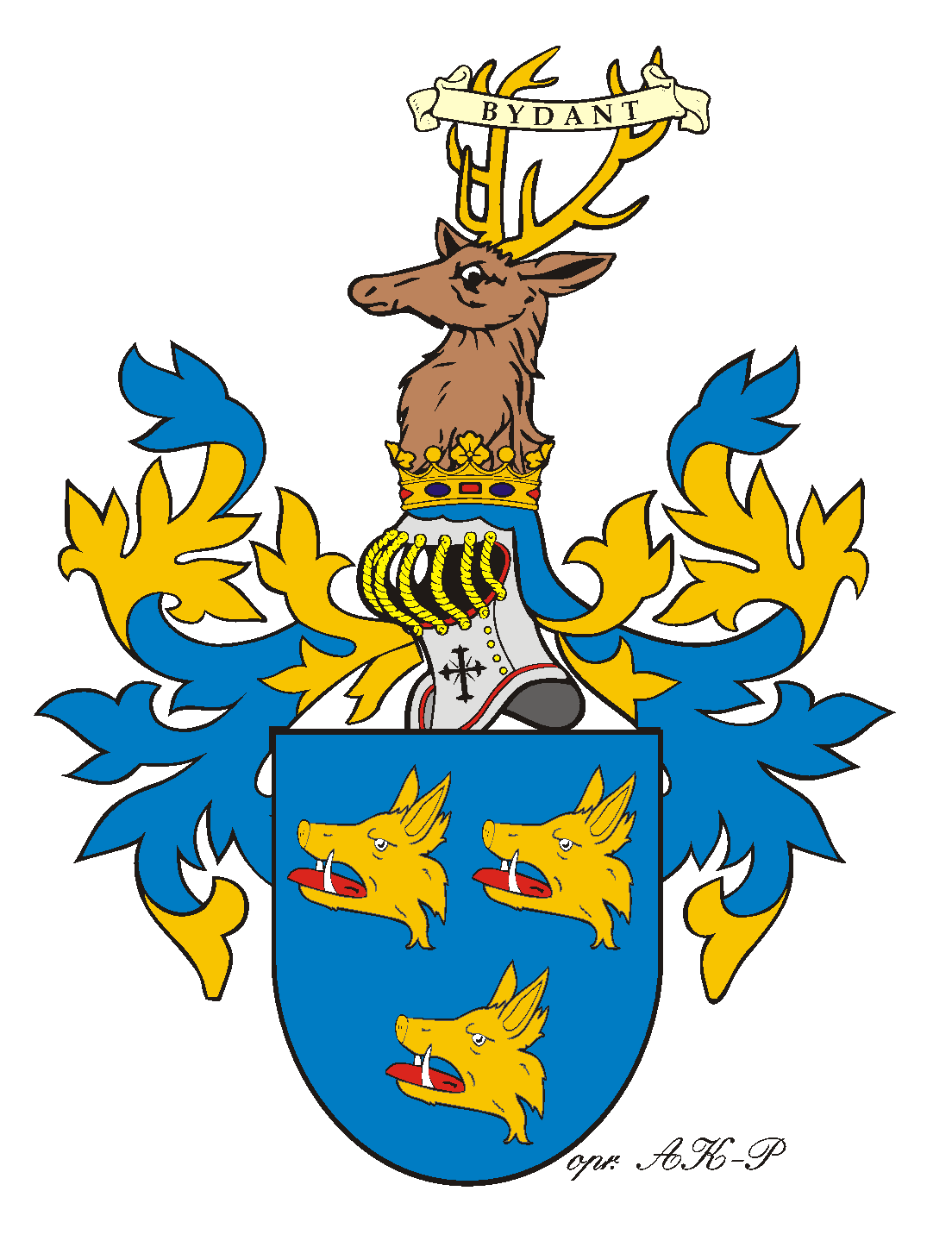
Bydant, herb Gordonów

Patrick Leopold Gordon herbu własnego Bydant (ur. 31 marca 1635 na zameczku Auchleuchries w hrabstwie Aberdeenshire, zm. 29 listopada 1699 w Moskwie) – szwedzki i polski oficer pochodzenia szkockiego, generał i kontradmirał wojsk rosyjskich, przyjaciel cara Piotra Wielkiego, pamiętnikarz.

## Życiorys

### Rodzina i młodość
Ojciec Patryka, John (zm. 1684) był średniozamożnym lairdem, członkiem klanu Gordonów, bliskim krewnym hrabiów Huntly i Aberdeen. Matka Mary (zm. ok. 1684), z domu Ogilvie, należała do klanu Ogilvy. Oboje rodzice byli gorliwymi katolikami. Pierwsze nauki Patryk pobierał w szkołach w Ellon i Cruden w hrabstwie Aberdeen. Jako prześladowany politycznie i religijnie katolik nie mógł studiować na uniwersytecie ani obrać kariery wojskowej w czasach dyktatury Cromwella, więc rodzice wyprawili go w 1651 na dalsze nauki do Polski. Przybył do Gdańska 20 lipca 1651 i już 28 lipca udał się do Brunsbergi (ówczesna nazwa polska, obecnie Braniewo), gdzie został przyjęty do kolegium jezuickiego. Wytrzymał tam prawie trzy lata i w 1654 zbiegł z kolegą szkolnym, jednym z Opalińskich, na dwór Opalińskich do Poznania. Opalińscy wysłali go do Hamburga, gdzie w 1655 zaciągnął się do armii króla Szwecji Karola X Gustawa, przygotowującego właśnie inwazję na Polskę, tzw. potop szwedzki.

### Czasy potopu szwedzkiego
Karierę wojskową Gordon zaczął jako kawalerzysta w armii Arvida Wittenberga, która wkroczyła do Polski w lipcu 1655. Gordon wziął udział w bitwach pod Ujściem, Żarnowem i w oblężeniu Krakowa. W grudniu 1655 dostał się w Rymanowie do polskiej niewoli, z której go zwolniono na początku następnego roku, gdy zadeklarował zamiar wstąpienia do polskiego wojska. Przyjęto go, nadal jako podoficera, do pułku dragonów księcia Konstantego Lubomirskiego, podczaszego koronnego.
Jako polski kawalerzysta Gordon wziął udział w bitwie pod Warszawą w 1656, ale wpadł po bitwie w ręce Brandenburczyków, którzy przekazali go Szwedom. Gordon bez skrupułów powrócił do armii Karola Gustawa i wstąpił do szkockiej lejbgwardii gen. Douglasa. Wzięty w 1657 do niewoli przez gdańszczan, został przez Douglasa wymieniony, ale wkrótce wpadł w ręce Austriaków. Udało mu się uciec i przyłączyć się ponownie do oddziałów szwedzkich, gdzie rozpoczął służbę jako chorąży w pułku dragońskim w armii brata króla Karola Gustawa, księcia Adolfa Jana.
Pozostając w armii szwedzkiej, Gordon, jako żarliwy zwolennik Stuartów, zaplanował w 1658 wraz z innymi Szkotami w służbie polskiej i szwedzkiej zamach na życie ambasadora angielskiego w Moskwie Richarda Bradshawa, którego posądzano o udział w trybunale sądzącym króla Karola I. Ambasadora miano zamordować, gdy podróżował przez Prusy Królewskie, zamach się jednak nie udał, gdyż Bradshaw miał zbyt silną obstawę.
22 listopada 1658 Gordon został po potyczce pod Sztumem ponownie wzięty do niewoli przez Polaków i wstąpił znów do polskiej armii – do szwedzkiej już nie powrócił.

### Wojna polsko-rosyjska 1654–1667
W czasie swych perypetii w różnych wojskach potopu szwedzkiego Gordon poznał chorążego koronnego Jana Sobieskiego, który mu udzielił poparcia, dzięki czemu Szkot dostał się jako kapitan do przybocznego pułku dragonii hetmana Jerzego Lubomirskiego, gdzie dokładnie poznał jego charakter i działalność, opisując go później (bardzo pochlebnie) w swych pamiętnikach. W oddziałach Lubomirskiego służyli krewni, Henryk Gordon, Patrick Gordon zwany Stalowa Ręka i inni, ale jak Patrick pisze w swym dzienniku z roku 1659, nie chciałem im się pokazać, by nie wiedzieli o mym położeniu i niedoli. W czasie wojny polsko-rosyjskiej Gordon walczył m.in. w bitwach pod Cudnowem i Słobodyszczami. Po zawarciu rozejmu opuścił polskie wojska i zamierzał się zaciągnąć do armii austriackiej, ale uległ namowom ambasadora rosyjskiego Leontiewa i wstąpił w 1661 w stopniu majora do armii carskiej, mimo że o Polsce miał pochlebną opinię (zapisek w dzienniku, 1659: od dawna uważam, że cudzoziemcy mają w Polsce przepiękne życie i że porządny człowiek szybko uzyskuje możliwości zrobienia kariery (oraz): wierzyłem, że moje wyznanie, znajomość języków, szczególnie łaciny, i godność szlachecka będą niemałą pomocą wśród narodu, gdzie wykształcenie, szlachectwo i prawość otwierają drogę ku wielkim zaszczytom i sukcesom.)

### W służbie trzech władców Rosji
Serdecznie przyjęty przez cara Aleksego Michajłowicza, u którego wzbudził zaufanie, Gordon otrzymał jako pierwsze zadanie kierowanie tłumieniem rozruchów roku 1662, spowodowanych pogorszeniem się wartości pieniądza. Wywiązał się z niego i otrzymał w 1666 funkcję nadzwyczajnego posła cara do króla Anglii i Szkocji Karola II, który niedawno był odzyskał swój tron. W Wielkiej Brytanii Gordon pozostał przez prawie dwa lata i spotykał się osobiście z królem. Być może starał się u Stuartów o jakąś funkcję w ojczyźnie i car się o tym dowiedział, gdyż po powrocie do Rosji Gordon popadł w niełaskę: wysłano go w randze pułkownika na Ukrainę na nieznaną bliżej posadę administracyjną. Do czynnej służby wojskowej powrócił w 1677 i walczył w wojskach generała Golicyna pod Czehryniem. Po tej bitwie otrzymał rangę generała-majora (20 sierpnia 1678), zaś już rok później stopień generała-lejtnanta i stanowisko gubernatora Kijowa, mimo że wyprawa do Czehrynia zakończyła się klęską Rosjan i awans Gordona wywołał niechęć prawosławnego patriarchy, który zaczął głosić, że Rosjanie pozostając pod komendą heretyka (tj. katolika), będą zawsze ponosić klęski, gdyż będzie ich za to karał Bóg.
W latach 1685–1686 Gordon przebywał ponownie w Anglii i Szkocji. Odwiedził rodzinne strony w Aberdeenshire i najwyraźniej uzyskał jakieś obietnice nowego króla Jakuba II (w Szkocji Jakub VII), gdyż król zwrócił się do rządzącej wówczas Rosją regentki Zofii Aleksiejewny z prośbą o zwolnienie Gordona ze służby carskiej. Reakcja regentki była bardzo ostra – zagroziła Gordonowi zesłaniem i nakazała go zdegradować do stopnia chorążego. W odpowiedzi Jakub II mianował go posłem angielsko-szkockim w Rosji, ale Zofia Romanowa, uważając że Gordon jest poddanym rosyjskim, nie pozwoliła mu objąć stanowiska. Wkrótce jednak nastroje się uspokoiły, Gordonowi przywrócono stopień generalski. Po kampanii rosyjskiej przeciw Tatarom i Turkom na Krymie awansował nawet na pełnego generała w 1687. W tych czasach Gordon zaprzyjaźnił się z powiernikiem młodego cara Piotra I, Lefortem i wkrótce, za jego pośrednictwem, z samym carem.

### Czasy Piotra Wielkiego
Gordon poznał czternastoletniego wówczas Piotra I jeszcze przed wyjazdem do Anglii. W 1688 regiment Gordona przeniesiono do Kołomienskiego, rezydencji Piotra koło Moskwy, gdzie generał nawiązał bliskie stosunki z przyszłym reformatorem Rosji. Od tej chwili był zawsze u jego boku, nieomal jako zastępczy ojciec: czynnie pomógł carowi w czasie przewrotu roku 1689, który odsunął od władzy regentkę Zofię Aleksiejewną, w 1694 pojechał wraz z carem do Archangielska na manewry floty rosyjskiej i został przy tej okazji mianowany kontradmirałem. Walnie przyczynił się do zdobycia Azowa na Turkach w 1696 i jako jego gubernator ufortyfikował tę twierdzę (1697). Po wyjeździe Piotra na 18-miesięczną podróż do Europy Zachodniej, tzw. „wielkie poselstwo”, Gordon pełnił wysoką funkcję generalnego inspektora rosyjskich sił zbrojnych i stłumił w krwawy sposób wybuchły w 1698 bunt strzelców, którzy mieli powiązania z obaloną regentką Zofią, za co po powrocie Piotra otrzymał w nadanie nowe majątki oraz medal.

### Ostatnie lata i śmierć
Gordon zaprzestał pisać swój dziennik w końcu roku 1698, w jednym z ostatnich zapisków czytamy: „w niniejszym roku czułem wyraźnie pogarszanie się zdrowia i utratę sił. Niech się dzieje wola Twoja, miłosierny Boże Panie”. W czasie jego ostatniej choroby car Piotr często go odwiedzał, był obecny przy ostatnim namaszczeniu i osobiście zamknął mu powieki. Pochowano Gordona w krypcie kościoła katolickiego (do wzniesienia którego generał się wielce przyczynił) na tzw. Nowym Przedmieściu Niemieckim (Нoвaя нeмeцкaя cлoбoдa) w Moskwie. Piotr urządził mu wystawny pogrzeb: trumna niesiona była przez 28 pułkowników, wraz z wdową kroczyło za nią kilkadziesiąt dam z najwyższej arystokracji rosyjskiej, przy składaniu trumny do krypty oddano salut z 24 armat. W 1877 nieużywany już kościół (moskiewscy katolicy wznieśli nowy, większy) rozebrano, a doczesne szczątki Gordona przeniesiono na cmentarz dla innowierców Wwiedienskoje (Введенcкoe (Нeмeцкoe) клaдбищe) w dzielnicy Lefortowo, gdzie do dziś dnia spoczywają. Postawiono mu nowy nagrobek z napisem w języku niemieckim: „Hier ruhen die Gebeine des Obersten GORDON Zeitgenossen PETERS des GROSSEN und LEFORTS im Jahre 1877 hierher überführt aus seinem ehemaligen Hause nahe der Deutschen Strasse”, pol. „Tu spoczywają szczątki pułkownika GORDONA współczesnego PIOTRA WIELKIEGO i LEFORTA tutaj przeniesione z jego dawnego domu w pobliżu ulicy Niemieckiej”. Napis zawiera parę błędów: Gordon był od 1678 generałem, nie został pochowany koło swego domu, lecz w kościele katolickim Niemieckiego Przedmieścia w Moskwie, które po niemiecku nazywało się Deutsche Vorstadt, a nie Deutsche Strasse.
Gordon był dwukrotnie żonaty: od 1663 z pułkownikówną Jekateriną von Bockhoven (zm. ok. 1684), córką pozostającego w służbie rosyjskiej szlachcica niemieckiego Filipa Alberta (który w chwili ślubu córki był jeńcem wojennym w Polsce), a od około 1686 z Elisabeth Ronaer, z pochodzenia Holenderką. Z obu małżeństw osierocił pięcioro dzieci: trzech synów, Johna, Jamesa i Teodora, oraz dwie córki, Catherine i Mary. Z synów James (zm. 1722), był jak ojciec generałem, najpierw rosyjskim, potem habsburskim, i otrzymał w roku 1701 dziedziczny tytuł hrabiowski (Reichsgraf) Świętego Cesarstwa Rzymskiego.
Swój sześciotomowy dziennik w języku angielskim, bezcenne źródło informacji o historii i obyczajach Rosji (a także Polski) w XVII wieku, Gordon zaczął pisać ok. 1655, ale rękopis został wydany (w tłumaczeniu niemieckim) dopiero w latach 1849–1852 w Moskwie pod tytułem Tagebuch des Generals Patrick Gordon während seiner Kriegsdienste unter den Schweden und Polen vom J. 1655 bis 1661 und seines Aufenthaltes in Rußland vom J. 1661 bis 1699 wraz ze 112 listami Gordona do różnych osób. Po rosyjsku pamiętnik, w którym brak zapisków z lat 1667-1677 i 1678-84, ukazał się dopiero w 1892, po angielsku tylko w wyjątkach w 1859, po polsku (w wyjątkach dotyczących pobytu Gordona w Polsce w latach 1651–1661) we Lwowie w 1857.